# Naoyuki Yamada
Naoyuki Yamada (山田 尚幸 Yamada Naoyuki?, nacido el 26 de diciembre de 1987 en Osaka) es un futbolista japonés que se desempeña como defensa.

## Trayectoria

### Clubes
| Club             | País  | Año         |
| ---------------- | ----- | ----------- |
| MIO Biwako Shiga | Japón | 2010 - 2012 |
| Blaublitz Akita  | Japón | 2013 -      |

## Estadística de carrera

### J. League
| Club            | Año   | J. League | J. League | Copa J. League | Copa J. League | Total | Total |
| Club            | Año   | Part.     | Goles     | Part.          | Goles          | Part. | Goles |
| --------------- | ----- | --------- | --------- | -------------- | -------------- | ----- | ----- |
| Blaublitz Akita | 2014  | 27        | 0         | -              | -              | 27    | 0     |
| Blaublitz Akita | 2015  | 31        | 0         | -              | -              | 31    | 0     |
| Blaublitz Akita | 2016  | 30        | 2         | -              | -              | 30    | 2     |
| Blaublitz Akita | 2017  | 29        | 0         | -              | -              | 29    | 0     |
| Total           | Total | 117       | 2         | 0              | 0              | 117   | 2     |